# María Martí
Luisa María Martí García fue una escritora española que publicó entre 1938 y 1968, principalmente de más de 50 novelas rosas bajo el nombre de María Martí, también escribió biografías como Anne Saint-Varent, y adaptó obras de otros autores.

### Como Luisa María Martí García
- Escuela de optimismo (1938)

### Como María Martí
- Aprendizaje de amor	(1942)
- Almas de oro	(1943)
- ¡Resurgir!	(1944)
- Les presento a mi mujer	(1944)
- Un contrato inverosímil	(1945)
- El amor vendrá mañana	(1948)
- Un millón por una sonrisa	(1949)
- Una mujer desconcertante	(1949)
- La luz de su vida	(1950)
- El ídolo de las damas	(1951)
- La danzarina de Bagdad	(1951)
- Mi triunfo eres tú	(1953)
- Su ideal en un marco	(1953)
- Su mejor creación	(1953)
- No soy digno de ti	(1954)
- Te ayudaré a vencer	(1954)
- El ángel de la selva	(1955)
- Encantadora salvaje	(1956)
- Prisionera en Oriente	(1956)
- Un embrollo divertido	(1956)
- ¡Gracias, traición!	(1957)
- Elegida para un rey	(1957)
- Esclavo de una quimera	(1957)
- Invitada de alquiler	(1957)
- A sus pies	(1958)
- Cerco de pasión	(1958)
- Colgados de una estrella	(1958)
- Con su varita mágica	(1958)
- El secreto del zafiro	(1959)
- La tímida Lu	(1960)
- La vida dio su respuesta	(1960)
- Cinco novios para Dany	(1962)
- Un ángel de paisano	(1962)
- El diablo de frac	(1963)
- El secreto de Yareb	(1964)
- Esa extraña fuerza	(1964)
- Con la imagen del otro	(1965)
- Fuera del Edén	(1965)
- Cinco mujeres y un amor	(1966)
- Deuda de gratitud	(1966)
- Donde tú vayas	(1966)
- Por caminos torcidos	(1966)
- Cambiaré tu vida	(1967)
- Desafío sin espadas	(1967)
- Dos enigmas	(1967)
- El eterno solitario	(1967)
- El secreto de Clara	(1967)
- La segunda vida	(1967)
- La muralla invisible	(1968)
- Misterio en "Duck House"	(1968)

### Como Anne Saint-Varent
- El milagro de Fátima	(1956)
- Vida de Pío XII	(1959)
- San Francisco Javier	(1960)
- San Francisco de Asís	(1962)
- San Francisco de Borja	(1963)
- San Antonio de Padua	(1964)
- Sissi y el Danubio Azul	(1967)